# Dezesseis de Novembro
Dezesseis de Novembro est une municipalité brésilienne située dans l'État du Rio Grande do Sul.